# Euphoria avita
Euphoria avita är en skalbaggsart som beskrevs av Oliver Erichson Janson 1881. Euphoria avita ingår i släktet Euphoria och familjen Cetoniidae. Inga underarter finns listade i Catalogue of Life.